# Miroslav Grujičić
Miroslav Grujičić (serbisch-kyrillisch Мирослав Грујичић; * 17. Juni 1994 in Belgrad) ist ein serbischer Fußballtorwart.

## Karriere

### Verein
Grujičić begann seine Karriere beim FK BSK Borča. Im November 2011 stand er gegen den FK Partizan Belgrad erstmals im Profikader von Borča. Sein Debüt für die Profis in der SuperLiga gab er im November 2012 gegen den FK Hajduk Kula. Nach vier Erstligaeinsätzen für Borča wechselte er im Januar 2013 zum Zweitligisten FK Teleoptik. Für Teleoptik kam er zu vier Einsätzen in der Prva Liga. Zur Saison 2013/14 schloss er sich dem unterklassigen FK Srem Jakovo an.
Im Februar 2015 wechselte Grujičić zum Zweitligisten FK Radnik Surdulica. Für Radnik spielte er bis Saisonende einmal in der Prva Liga. Am Ende der Saison 2014/15 stieg er mit dem Klub in die SuperLiga auf. In der höchsten serbischen Spielklasse kam der Torwart 2015/16 zu fünf Einsätzen. Zur Saison 2016/17 wechselte er zum Zweitligisten FK Dinamo Vranje. Für Vranje kam er zu acht Zweitligaeinsätzen. Im Februar 2017 wechselte er innerhalb der Prva Liga zum FK Sinđelić Beograd. Nach dem Ende der Saison 2016/17 verließ er Sinđelić wieder.
Nach einem halben Jahr ohne Verein wechselte Grujičić im Februar 2018 in die Slowakei zum unterklassigen MŠK Novohrad Lučenec. Im Februar 2020 wurde er an den Zweitligisten KFC Komárno verliehen, von dem er nach Saisonende auch fest unter Vertrag genommen wurde. Für Komárno spielte er insgesamt dreimal in der zweiten Liga. Im Februar 2021 schloss er sich dem österreichischen Regionalligisten ATSV Stadl-Paura an. Für die Oberösterreicher kam er allerdings aufgrund des COVID-bedingten Saisonabbruchs nie zum Einsatz. Im Mai 2021 kehrte er wieder in die Slowakei zum MŠK Novohrad Lučenec zurück.

### Nationalmannschaft
Grujičić nahm 2012 mit der serbischen U-19-Auswahl an der EM teil, kam jedoch während des Turniers als Ersatztorwart hinter Filip Pajović zu keinem Einsatz. Die Serben schieden punktelos in der Gruppenphase aus.